# Gustav Adolf Sachse
Gustav Adolf Sachse (* 26. Dezember 1834 in Fraustadt in Schlesien; † 25. Januar 1903 in Berlin) war in der zweiten Hälfte des 19. Jahrhunderts ein hochrangiger Postbeamter im deutschen Reichspostamt.
Gustav Sachse, 1895

Link zum Bild

## Herkunft
Gustav Adolf Sachse war ein Sohn des Landgerichtsrats Friedrich Wilhelm Sachse und dessen Ehefrau Friederike geb. Bauer. Er wurde Ende 1834 im schlesischen Ort Fraustadt, heute die Kreisstadt des Powiat Wschowski und Sitz der Stadt-und-Land-Gemeinde Wschowa in der Woiwodschaft Lebus in Polen, geboren. Die Stadt lag in der Region Posen, etwa 80 Kilometer östlich der Stadt Grünberg in Schlesien. Benachbarte größere Ortschaften waren im Osten Lissa und im Südwesten Glogau.
Nach seiner Schulzeit begann er eine Ausbildung im Dienst der Preußischen Post und trat bereits 1852 im Alter von 18 Jahren in den Postdienst ein.

## Wirken
1856 und 1860 legte er seine Postverwaltungsdienstprüfungen ab und war 1863 bereits als Bezirks-Aufsichtsbeamter tätig. 1869 erfolgte seine Beförderung zum Postrat, und mit der Reichsgründung 1871 wurde er bereits als Oberpostrat im Generalpostamt in Berlin tätig.
Das Kaiserliche Generalpostamt in der Leipziger Straße 15 bestand als I. Abteilung des Reichskanzleramtes. Dem Generalpostamt zugeordnet waren zu dieser Zeit 37 Oberpostdirektionen sowie das Oberpostamt zu Lübeck.
Ab April 1875 war Sachse als Geheimer Postrat und Vortragender Rat in der Abteilung I tätig.
Seit 1876 wurde die Berliner Oberpostdirektion – zu dieser Zeit in der Königstraße 60 untergebracht – geleitet von Oberpostdirektor Sachse mit 22 Beamten und weiteren Unterbeamten. Dieser Oberpostdirektion waren zugeordnet die Postzustellung des Königlichen Hauses und das Hofpostamt in der Königstraße 60 / Ecke Spandauer Straße 19–22 unter der Leitung von Postinspektor Grießbach mit 16 Beamten. Ebenfalls unterstanden das Stadtpostamt in der Spandauer Straße 19, das Paketpostamt in der Oranienburger Straße 70, das Postfuhramt in der Oranienburger Straße 35–36 und die ursprünglich fünf Bahnpostamter, von denen 1935 noch drei in Betrieb waren, sowie die 51 Stadtpostanstalten und die 15 Landpostanstalten in den Berliner Vororten der OPD Berlin.
Ab dem 1. April 1880 wurde die Oberste Postverwaltung neu strukturiert: Der Anlass dazu war eine gesetzliche Regelung der Stellvertretung des Reichskanzlers und daraus abgeleiteter Organisationsänderungen in den Reichsämtern. Anstelle des Generalpostamts und des Generaltelegraphenamts stand jetzt das Reichspostamt mit drei Abteilungen und dem Staatssekretär als Verwaltungschef an der Spitze. Als neuer Direktor der allgemeinen Abteilung I wurde Oberpostrat Carl Günther und der Abteilung II Ludwig Mießner ernannt. Auch die innere Ausstattung des Reichspostamts erhielt zu dieser Zeit gewisse Erneuerungen. So wurde z. B. das Geschäftszimmer des Direktors der Abteilung III, Adolf Sachse, mit neuem Mobiliar ausgestattet.
Mit dem plötzlichen Tod des Geheimen Oberpostrates Günther am 5. Dezember 1881 ergaben sich umfangreichere strukturelle Änderungen, die auch den Post-Baubereich betrafen.
Am 12. Dezember 1881 verfügte Dr. Stephan, dass der Geheime Oberpostrat Sachse die Geschäfte des Verstorbenen übernehmen und damit in die Abteilung I wechseln solle. Allein seine bisherige Stellung als Kurator der Reichsdruckerei sowie die Feldpostangelegenheiten verblieben bei ihm aus dem Zuschnitt der Abteilung III.
Damit war auch das erfolgreiche und mehrjährige Ko-Referentenverhältnis von August Kind und Adolf Sachse im Referat des Technischen Baubüros in Verwaltungs- und Etatfragen beendet.
Eine besonders treffliche Reise- und Zustandsbeschreibung lieferte Sachse in einem Vortrag über eine im amtlichen Auftrage durchgeführte dreimonatige Winterreise nach Nordamerika 1890–1891 und wie er die Verhandlungen zur Einrichtung deutsch-amerikanischer Seeposten erfolgreich zum Abschluss bringen konnte.
Neben einer Vielzahl von Eröffnungen herausragender Postgebäude ist das der Oberpostdirektion Konstanz von 1891 zu erwähnen: „In Konstanz, der alten, von den Fluthen des Bodensees und des Rheins umspülten Constantia, ist am 25. April 1891 ein architektonisch hervorragendes, zur Unterbringung der Kaiserlichen Ober-Postdirection, sowie des Postamts, des Telegraphenamts und des Bahnpostamts daselbst bestimmtes Gebäude dem Betrieb übergeben worden.“
Zur Eröffnungsfeier am 24. April 1891 fanden sich etwa 100 Festgästen in der festlich geschmückten Schalterhalle ein. Als Gäste aus Berlin waren Ministerialdirektor Sachse in Vertretung des Staatssekretärs sowie August Kind als Architekt und Planungschef zugegen. Sachse hielt eine „gehaltvolle Ansprache“, in der er nach Begrüßung der Gäste einen kurzen Überblick über die Geschichte des alten Postgebäudes und der steigenden Verkehrsverhältnisse gab. Danach schilderte er den Hergang des Neubaus und betonte erneut die Leitgedanken der Reichspostverwaltung beim Postbau. Denn wie in einem gesunden Körper ein gesunder Geist wohne, so müsse „auch für die dem öffentlichen Dienste gewidmete Thätigkeit angemessene Räume zur Verfügung“ gestellt werden.

## Funktionen und Ämter
- 1876: Oberpostdirektor in Berlin
- 1880: zusammen mit August Kind zu Kommissaren im Reichspostamt ernannt für Verhandlungen mit der Akademie des Bauwesens[8]
- 1881: Direktor der Abteilung I im Reichspostamt
- 1893: Kaiserlicher Wirklicher Geheimer Rat, Mitglied des Kolonialrates.
- 1898: Zustimmung zur Flottenvorlage im Reichstag

## Familie
Gustav Adolf Sachse war ab Mitte der 1860er Jahre mit Clara Steinbeck verheiratet. Seine erste Tochter wurde 1866 in Bromberg geboren, weitere Kinder in Berlin. Seine Tochter Elisabeth (* 1869) war die Ehefrau des Papyrologen Friedrich Krebs (1867–1900), der am Ägyptischen Museum tätig war.